# Monomorium niloticum
Monomorium niloticum är en myrart som beskrevs av Carlo Emery 1881. Monomorium niloticum ingår i släktet Monomorium och familjen myror.

## Underarter
Arten delas in i följande underarter:
- M. n. gracilicorne
- M. n. niloticoides
- M. n. niloticum